# 若王子古墳群 (行田市)
若王子古墳群（わかおうじこふんぐん）は、埼玉県行田市埼玉付近にあった古墳群である。国の特別史跡・埼玉古墳群のすぐ東に位置しており、距離が非常に近いため、同古墳群に含まれることがある。

## 概要

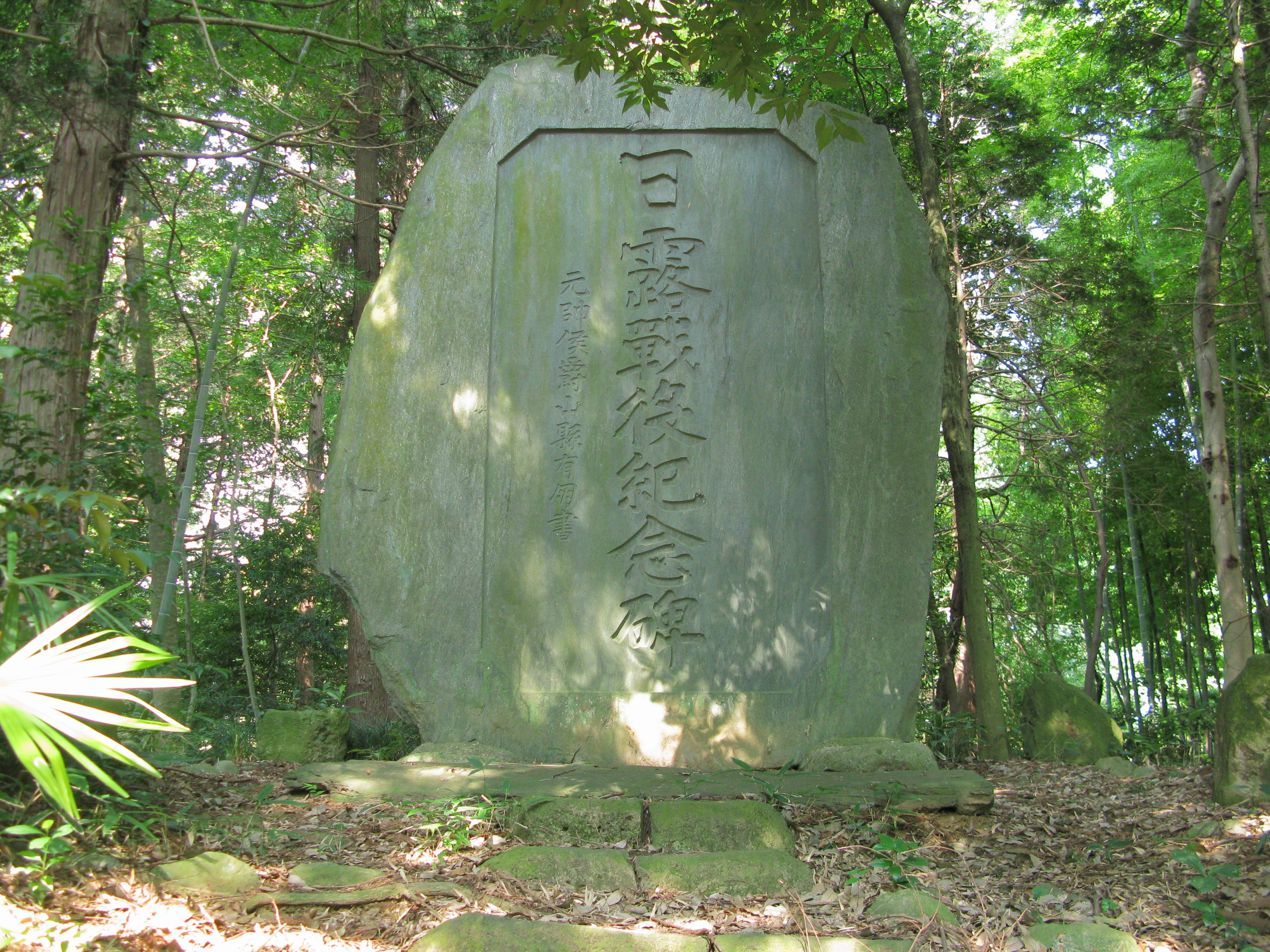
前玉神社境内に安置されている日露戦役記念碑

前方後円墳1基、円墳7基が存在していたが、1934年（昭和9年）11月の小針沼干拓工事の際に墳丘の盛土が埋立用土に用いられ、全て消滅した。
現在の跡地には水田が広がっており、埼玉県の遺跡の分布地図には位置や名前が示されていないが、埼玉県立さきたま史跡の博物館のサイトには大体の範囲が示されている。
- 若王子古墳 - 前方後円墳。墳丘長95メートル、後円部径44メートル・高さ7.4メートル、前方部幅56メートル・高さ3メートル。前方部に忍藩の火薬庫があったため、焰硝庫山（えんしょうこさん）とも。1906年（明治39年）3月に発掘調査が行われ、奥行き20メートルの石室が発見される。縦3メートル、横1.3メートルの石棺も見つかった。後壁および天井石は日露戦役記念碑ならびに忠魂碑として浅間塚古墳内の前玉神社に建てられている。

- 愛宕古墳 - 円墳。愛宕神社を奉祀してあった。合祀後、次第に封土が崩れ始め、干拓工事により消滅。

その他に早期に崩されたため場所が不明だが、円墳6基が存在していた。

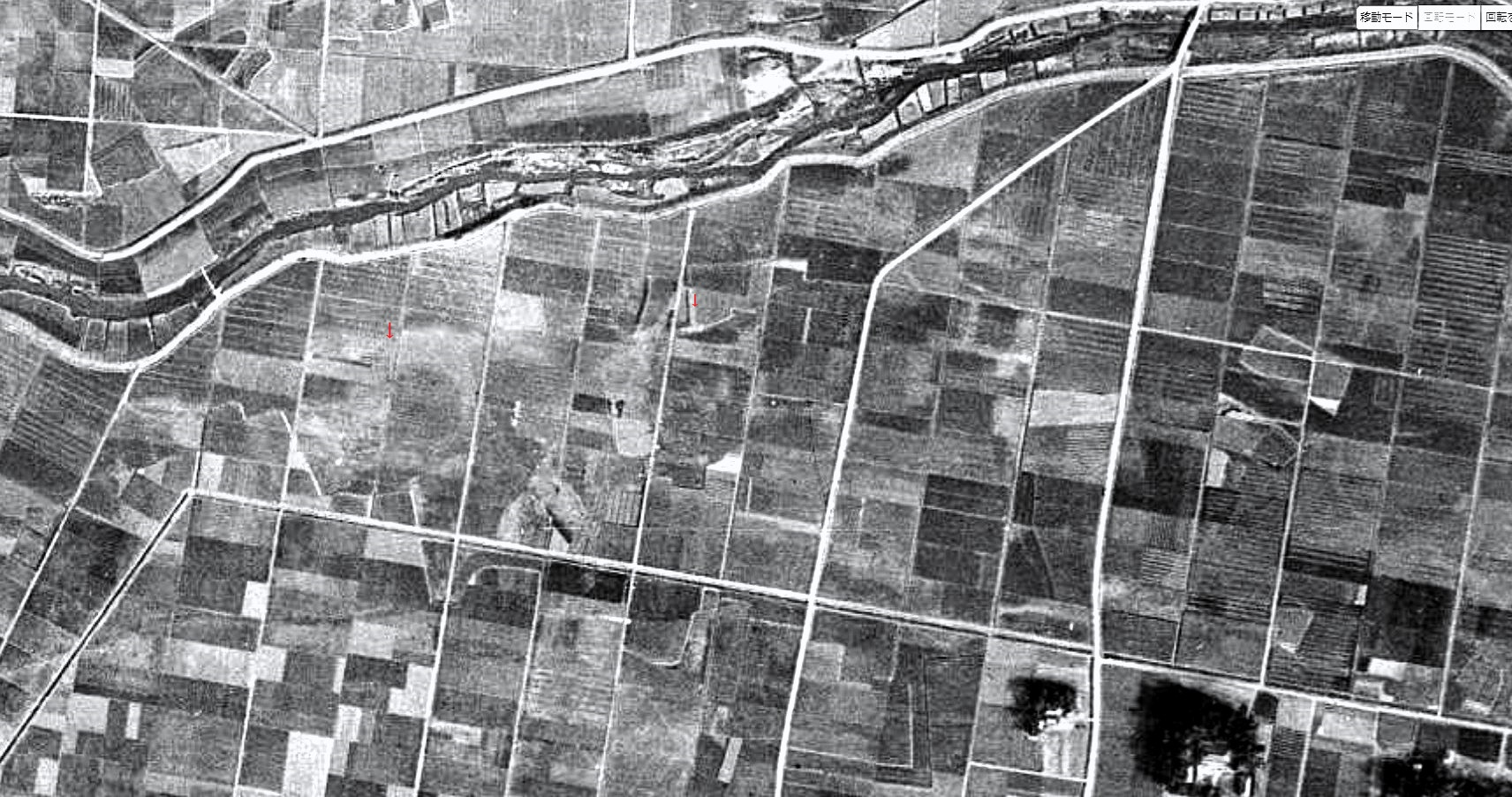